# Komparativer Kostenvorteil
Der komparative Kostenvorteil (v. lat.: comparare = vergleichen) ist ein Modell des Außenhandels, das auf den englischen Ökonomen David Ricardo zurückgeht. Dieser entwickelte Anfang des 19. Jahrhunderts den Begriff des komparativen Vorteils. Es handelt sich dabei um eine Erweiterung bzw. teilweise um eine Richtigstellung der vorangegangenen Theorie des absoluten Kostenvorteils (vgl. Adam Smith 1776).
Anders als die „alte“ Theorie besagen Ricardos Erkenntnisse nämlich, dass der internationale Handel auch dann Kostenvorteile für ein Land bringen kann, wenn diese Nation bei der Herstellung sämtlicher Produkte über absolute Kostennachteile verfügt, das andere Land entsprechend über absolute Kostenvorteile. Damit wird theoretisch begründet, dass grenzüberschreitende Tauschprozesse die Wohlfahrt beider Handelspartner steigern. Der komparative Kostenvorteil besteht im Rahmen der volkswirtschaftlichen Theorie, wenn ein Land, eine Region, ein Unternehmen oder eine Person fähig ist, ein bestimmtes Gut zu geringeren Alternativkosten (Opportunitätskosten) zu produzieren als die Konkurrenz.
Der komparative Kostenvorteil ist eine einfache und grundlegende Darstellung der Vorteilhaftigkeit von Freihandel für alle beteiligten Nationen.

## Kerngedanke
→ Im Artikel Ricardo-Modell wird der komparative Kostenvorteil nach dem Ricardo-Modell für zwei Länder mit zwei Produkten anschaulich in einem Beispiel dargestellt.
Die Theorie des komparativen Kostenvorteils besagt, dass die Vorteilhaftigkeit des Handels zwischen zwei Ländern nicht von den absoluten Produktionskosten abhängt, sondern von den relativen Kosten der produzierten Güter zueinander. Grundsätzlich ist demnach der Handel zwischen zwei Ländern immer vorteilhaft, wenn bei beiden Handelspartnern unterschiedliche Produktionskostenstrukturen existieren, d. h., wenn das eine Land für ein produziertes Gut auf weniger Einheiten eines anderen Gutes verzichten muss als das andere Land (niedrigere Opportunitätskosten). In diesem Fall sollte jedes Land sich auf das Gut spezialisieren, das es relativ (komparativ) günstiger herstellen kann. Somit sind nach der Theorie internationaler Handel und internationale Arbeitsteilung selbst für solche Länder von Vorteil, die alle Güter zu niedrigeren Kosten erzeugen können als das Ausland. In der Realität lässt sich dies vor allem auf Handelsbeziehungen zwischen hoch und niedrig industrialisierten Ländern anwenden.

### Beispiel
Das Prinzip des komparativen Vorteils findet sich nicht nur auf volkswirtschaftlicher Ebene wieder, sondern kann auch auf das alltägliche Leben angewendet werden: Betrachtet man zwei Nachbarn, die beide die gleichen Arbeiten im selben Umfang zu erledigen haben, nämlich Rasenmähen und die Hecke schneiden, kann man folgende Ausgangssituation feststellen:
| Tätigkeit       | Nachbar A | Nachbar B |
| --------------- | --------- | --------- |
| Rasen mähen     | 6 Std.    | 3 Std.    |
| Hecke schneiden | 8 Std.    | 2 Std.    |
| Benötigte Zeit  | 14 Std.   | 5 Std.    |

Nachbar A braucht 6 Stunden, um seinen Rasen zu mähen, und 8 Stunden, um die Hecke zu schneiden; er benötigt also insgesamt 14 Stunden. Nachbar B hingegen braucht 3 Stunden, um seinen Rasen zu mähen, und nur 2 Stunden, um seine Hecke zu schneiden. Er ist also 5 Stunden beschäftigt. Nachbar A braucht für alle Arbeiten länger als B. Es gibt also keine Arbeit, in der er „gut“ ist. Für das Schneiden der Hecke braucht er die vierfache Zeit, für das Rasenmähen die doppelte Zeit. Er kann also relativ gut Rasenmähen, das heißt: Er kann noch schlechter Hecke schneiden als Rasenmähen. Verständigen sich die beiden Nachbarn allerdings miteinander, sodass der Nachbar A die Arbeit übernimmt, die er relativ gut kann, so ist Nachbar A nur 12 Stunden beschäftigt, um beide Rasenflächen zu mähen und Nachbar B benötigt nur 4 Stunden, um die beiden Hecken zu schneiden. Es ergibt sich also für beide Nachbarn eine Zeitersparnis. Obwohl Nachbar B in allen Beschäftigungen besser abschneidet, hat auch er einen Vorteil durch die Absprache und Spezialisierung.
| Tätigkeit       | Nachbar A | Nachbar B |
| --------------- | --------- | --------- |
| Rasen mähen     | 12 Std.   | -         |
| Hecke schneiden | -         | 4 Std.    |
| Zeitersparnis   | 2 Std.    | 1 Std.    |

## Historische Einordnung
Die Theorie des komparativen Vorteils geht zurück auf David Ricardo, einen Vertreter der klassischen politischen Ökonomie. In seinem Hauptwerk „On the Principles of Political Economy and Taxation“, das 1817 erschien und 1821 in dritter Auflage erweitert und überarbeitet wurde, setzte sich Ricardo besonders im 7. Kapitel „Über den auswärtigen Handel“ mit der Vorteilhaftigkeit des Außenhandels auseinander. In Anlehnung an Adam Smiths Ansatz zur internationalen Arbeitsteilung, die den Handel zweier Länder mit ihren absoluten Unterschieden in den Produktionskosten begründet, erweiterte Ricardo seine Theorie dahingehend, dass eine Spezialisierung selbst dann von Vorteil ist, wenn ein Land in allen Branchen über die höhere Arbeitsproduktivität verfügt.
Ricardo veröffentlichte seine Thesen in einer Zeit, in der die Idee vom Freihandel klar im Gegensatz zum damalig herrschenden Denken steht. Bis ins 19. Jahrhundert ist der internationale Handel eher mit einem Krieg zu vergleichen (vgl. Handelskrieg). Im bisher vom Merkantilismus geprägten Europa versuchten die Nationalstaaten sich gegenseitig durch möglichst niedrige Importe mittels Zöllen auf der einen Seite und möglichst hohen Exporten auf der anderen Seite Wirtschafts- und Handelsvolumen wegzunehmen. Ein Nullsummenspiel, bei dem der gesamtwirtschaftliche Nutzen nicht zu maximieren ist. Erst durch den auf Adam Smiths Werken basierenden aufkommenden Wirtschaftsliberalismus kam es hier zu einem gesellschaftlichen Umdenken.
Konkreter historischer Hintergrund für Ricardos Theorie war die Aufhebung der Kontinentalblockade gegen Großbritannien durch den Wiener Kongress 1815, die aber nicht in allen Punkten den Interessen der britischen Regierung entsprach. Diese beabsichtigte nämlich, die Importe auf notwendige Rohstoffe zu begrenzen und Exporte in andere Länder zu fördern. Daher wurden hohe Schutzzölle eingeführt, um die inländische Wirtschaft vor ausländischen Importen zu schützen („Schutzzollpolitik“). Diese beschränkte insbesondere die Einfuhr von landwirtschaftlichen Erzeugnissen, wie z. B. von Weizen. Hierdurch wurde der Getreidepreis künstlich hochgehalten. Dies kam vor allem den Großgrundbesitzern zugute, die über besonders fruchtbare Böden verfügten und diente (so Ricardo) weniger dem Schutz der britischen Wirtschaft. Wegen der beginnenden Industrialisierung und des hohen Bevölkerungswachstums in England hielt er eine Spezialisierung auf landwirtschaftliche Produkte für ineffizient. Vor diesem geschichtlichen Hintergrund veröffentlichte Ricardo seine Theorie des komparativen Vorteils, um zu zeigen, dass der merkantilistische Handelsprotektionismus, entgegen der Meinung der Regierung, die heimische Wirtschaft nicht schützt, sondern nur die Konsummöglichkeiten Großbritanniens beschränkt, die der Freihandel maximieren könnte.
Neben Ricardo erkannten kurz vor bzw. zeitgleich mit seinen Veröffentlichungen die Nationalökonomen Robert Torrens und Heinrich von Storch ebenfalls die Bedeutung des komparativen Kostenvorteils.

## Der komparative Vorteil in volkswirtschaftlichen Modellen

### Das Ricardo-Modell
Das Ricardo-Modell wird auch Ein-Faktor-Modell genannt (oder kurz: 2×2×1 für 2 Länder, 2 Güter und 1 Produktionsfaktor). Es erklärt das Zustandekommen des Handels zweier Volkswirtschaften miteinander. In beiden Volkswirtschaften gibt es nur einen einzigen Produktionsfaktor, nämlich die menschliche Arbeitskraft (gemessen in Arbeitsstunden), und es werden lediglich zwei Güter produziert. Da beide Volkswirtschaften nur eine vorgegebene Anzahl an Arbeitsstunden zur Verfügung haben und diese auf die Produktion der beiden Güter verteilen müssen, kann eine Einheit von Gut 1 nur zu Lasten von bspw. zwei Einheiten von Gut 2 hergestellt werden. Es entstehen Opportunitätskosten, die in den Ländern unterschiedlich hoch sind und so zu einem komparativen Vorteil bei der Herstellung des einen Gutes führen. Es ist für beide Volkswirtschaften von Vorteil, wenn sie sich auf die Produktion des Gutes spezialisieren, bei dem sie über einen komparativen Vorteil verfügen, es exportieren und das andere Gut importieren. Durch die Ausnutzung des komparativen Vorteils kommt es also zum Handel zwischen den beiden Volkswirtschaften.
Um das Modell nun etwas realitätsnaher zu gestalten, wird es auf die Produktion und den Handel mehrerer Güter ausgeweitet. Es werden weiterhin zwei Volkswirtschaften betrachtet, die über nur einen Produktionsfaktor (menschliche Arbeitskraft) verfügen, jetzt jedoch zahlreiche Güter produzieren. Das Prinzip des Ein-Faktor-Modells lässt sich allerdings übernehmen. Die beiden Länder produzieren und exportieren die Güter, bei deren Herstellung sie die geringsten Opportunitätskosten und somit einen komparativen Vorteil haben, und importieren die Güter mit den höchsten Opportunitätskosten.

### Das Heckscher-Ohlin-Modell
Das Heckscher-Ohlin-Modell betrachtet zwei Volkswirtschaften, die jeweils zwei Güter produzieren und je zwei Produktionsfaktoren zur Verfügung haben (kurz: 2×2×2). Der komparative Vorteil ergibt sich also nicht nur aus der unterschiedlichen Arbeitsproduktivität der beiden Länder, sondern wird zusätzlich noch durch die unterschiedliche Ausstattung mit Ressourcen der Volkswirtschaften beeinflusst. Ein komparativer Vorteil kann sich also daraus ergeben, dass das eine Land über ein hohes Vorkommen an Gold, das andere Land jedoch über ein hohes Erdölvorkommen verfügt.

### Das Leontief-Modell
Das Leontief-Paradoxon beschäftigt sich neben dem Heckscher-Ohlin-Theorem mit den Gründen für den internationalen Handel in der Aufnahme und der Bewegungsrichtung und ist eine der wichtigsten Erklärungen dafür – einerseits, da es im großen Widerspruch zum Heckscher-Ohlin-Theorem steht, und andererseits, da es als erste Analyse auf einer Input-Output-Tabelle basiert, die von Leontief selbst entwickelt wurde. Es folgten nach der Veröffentlichung im Jahre 1947 zahlreiche intensive Debatten über die Gründe und Widersprüche zwischen den beiden Theoremen. Aus diesem Grund entstand auch der Name „Paradoxon“, wodurch zahlreiche Fortentwicklungen der Modelle der Faktorproportionentheorie entstanden.

### Skalenerträge
Zwei Länder betreiben auch Außenhandel miteinander, um Größenvorteile („economies of scale“) zu nutzen. Meist nehmen Skalenerträge mit wachsender Produktionsmenge zu; man geht deshalb nicht von konstanten Skalenerträgen aus. Dies bedeutet, dass die Verdopplung des Faktoreinsatzes die Produktionsmenge mehr als verdoppelt. In diesem Fall
sind größere Unternehmen in der Regel im Vorteil gegenüber kleineren; deshalb nimmt dieses Modell an, dass zwischen den Produzenten ein monopolistischer Wettbewerb herrscht. Da beide Länder verschiedene Güter („differenzierte Produkte“) produzieren, ist ein Handel zwischen ihnen möglich.

## Barrieren der komparativen Vorteile
Die komparativen Vorteile eines Landes werden durch sogenannte Handelshemmnisse behindert oder begrenzt. Diese Handelshemmnisse können also dazu führen, dass ein Land einen vorhandenen komparativen Vorteil nicht nutzt und stattdessen das jeweilige Gut selbst herstellt. Zu beachten ist, dass es einige Güter und viele Dienstleistungen gibt, die unmöglich zu transportieren bzw. zu handeln sind, z. B. ein Arzt- oder Friseurbesuch. Jedes Land muss selbst dafür sorgen, dass solche Dienstleistungen angeboten werden. Die Wirtschaftswissenschaften nennen Güter, die international gehandelt werden können, deshalb auch handelbare Güter.
Die Handelshemmnisse werden oft in zwei Arten eingeteilt.

### Tarifäre Handelshemmnisse
- Schutz- und Antidumpingzölle werden erhoben, um die inländische Produktion vor der günstigen ausländischen Produktion zu schützen. Der Importzoll des Inlandes erhöht die Güterpreise der billigen, aus dem Ausland importierten Güter. Dies macht die im Inland hergestellten Produkte im Vergleich relativ günstig, und sie können einen Kostenvorteil zurückgewinnen, da Zölle grundsätzlich das importierte Gut verteuern.[7][8]

In den letzten Jahren wurden viele Zölle durch nicht-tarifäre Handelshemmnisse ersetzt.

### Nichttarifäre Handelshemmnisse
- Mengenmäßige Handelsbeschränkungen und die Anforderungen an die importierten Güter.
- Zu diesen sind die Warenströme unmittelbar beeinflussenden staatlichen Maßnahmen (z. B. Anmeldungsformalitäten für Import, technische Qualitätsanforderungen an Produkte) und die Maßnahmen, die sich ohne handelspolitische Motive auf Warenströme auswirken (z. B. umweltpolitische Produktnormen), zu zählen. Eine hohe Bedeutung haben hierbei technische Handelshemmnisse. Das sind staatliche Maßnahmen, die Anforderungen an Einfuhr, Vermarktung und Herstellung eines Gutes stellen. Die technischen Standards können den Handel beschränken, wenn sie in den verschiedenen Ländern uneinheitlich sind. Dadurch sind Hersteller, Im- und Exporteure gezwungen, die jeweils geltenden Anforderungen für die einzelnen Märkte zu ermitteln und ihre Güter an die verschiedenen Anforderungen anzupassen. Zudem muss durch Konformitäts- und Anerkennungsverfahren eine Zertifizierung erlangt werden, die die Übereinstimmung des Produkts mit den technischen Standards im Importland nachweist. Ohne eine solche Zertifizierung ist das Produkt im Importland meist nicht verkehrsfähig.
- Weiterhin wird die inländische Industrie durch spezifische Subventionen und Importkontingente (quantitative Einfuhrbeschränkungen) geschützt. Durch Importkontingente legt ein Staat fest, welches Produkt in welcher Menge maximal in das jeweilige Land eingeführt werden darf. Diese werden vom Staat implementiert und liegen nicht unter der Kontrolle des GATT oder der WTO.
- Selbstbeschränkungsabkommen, auch als freiwillige Exportbeschränkung zu verstehen, ist eine besondere Form der Kontingentierung (z. B. Mengen- oder Wertbeschränkung, sogar Festsetzung eines Mindestpreises für Exportgüter), die am besten zur Ausschaltung des ausländischen Konkurrenzdrucks angewendet wird. Hierbei beschränkt ein ausländischer Produzent mehr oder weniger freiwillig seine Ausfuhr in ein anderes Land, meist auf Druck dieses Landes hin.
- Im monetären Bereich hat dabei auch die Abwertung der inländischen Währung (Wechselkursprotektionismus) wegen Unterschieden im Währungssystem eine Bedeutung.[9][10]
- Außerdem haben die Unterschiede in Kultur, Lebensumwelt und Gesetz Einfluss auf die komparativen Vorteile einer Volkswirtschaft.

Hohe Transportkosten können ein Handelshemmnis sein. Die Transportkosten ändern nichts am Bestehen eines komparativen Vorteils, aber wenn sie den Kostenvorteil überkompensieren, ist die Herstellung des jeweiligen Gutes im eigenen Land günstiger als der Import.

## Kritische Betrachtung
Der komparative Kostenvorteil kann nur zu internationaler Arbeitsteilung und Wohlfahrtsgewinnen führen, wenn der Freihandel gewährt wird. Durch internationale Bestimmungen wie die der WTO (World Trade Organisation), durch TRIPS und GATS (General Agreement on Trade in Services) wird versucht, bestimmte Handelshemmnisse abzubauen. 1980 wurden beispielsweise Subventionen durch die GATT-Vorschriften verboten, dennoch gibt es die Subventionspraxis.
In politischen Diskussionen wird immer darauf hingewiesen, dass man die einheimische Wirtschaft, insbesondere die Arbeitsplätze vor „Billigware“ und damit verbundenen ausländischen Niedriglöhnen schützen muss (siehe auch Ausbeutung).

### Argumente für Freihandel aus polit-ökonomischer Sicht
- Freihandel ist effizient.
- Die Möglichkeit zu exportieren fördert die Innovationskraft der Unternehmen und führt zu weiteren Gewinnen beispielsweise durch Skaleneffekte. Die theoretische Begründung für die Vorteilhaftigkeit beruht auf der Kosten-Nutzen-Analyse.

### Argumente gegen Freihandel aus polit-ökonomischer Sicht
- Der komparative Vorteil (Freihandel) kann jedoch auch zum Nachteil für wirtschaftlich schwächere Länder werden. Wenn beispielsweise ein großes Land (wirtschaftlich betrachtet) einen Zoll (Importzoll) für ein bestimmtes Gut einführt, wird der Weltmarktpreis dieses Gutes stark sinken und das Inland kann die Ware billiger erwerben als im vorherigen Freihandelszustand. So kann der Terms-of-Trade-Effekt die Wohlfahrt des Inlandes erhöhen. Bei einem kleinen Land, dessen Nachfrage keinen Einfluss auf den Weltmarkt hat, bleibt nach der Zollerhebung der Weltmarktpreis des Importgutes konstant. Diese Überlegung basiert auf der Theorie des Optimalzolls.[11][12]
- Ricardos Feststellung über die relativen Vorteile verbessert Smith, der meinte, absolute Kostenvorteile bestimmen den Außenhandel. Historisch war der Austausch englischen Baumwolltuchs gegen portugiesischen Wein – Ricardos Beispiel[13] – eine koloniale Beziehung, da England Portugal davor schützte, von Spanien erobert zu werden.[14] Britische Waffen halfen auch lateinamerikanischen Grundbesitzern, die spanische Herrschaft loszuwerden und frei von und nach England zu im- und exportieren. Adam Smith[15] und andere beobachteten, dass vergrößerte Märkte Industrieprodukte verbilligen, da sie die Arbeitsteilung vertiefen. Die Grundbesitzer gewannen somit über die fallenden Preise der Industrieprodukte und die wachsende englische Nachfrage nach ihren Rohstoffen. Aber die sinkenden Preise englischer Industrieprodukte ruinierten auch weltweit die traditionelle Industrie und machten England zur Werkstatt der Welt. Dies gab den Gewerkschaften – die seit 1867 legalisiert waren – eine Verhandlungsstärke, die landwirtschaftliche Arbeiter nie erreichen können. Die Preise der exportierten Industriegüter schlossen nun die hohen Löhne der Industriearbeiter ein, während die importierten Rohstoffe oft nur Subsistenzlöhne abdeckten. Die frühere dynamische Veränderung der Austauschpreise von Rohstoffen gegen Industrieprodukte war auf den Kopf gestellt und es entwickelte sich Unterentwicklung.

## Samuelsons Wertschätzung der Theorie des komparativen Kostenvorteils
Stanisław Ulam, Mathematiker und Miterfinder der Wasserstoffbombe, pflegte Samuelson zu necken: „‚Nennen Sie mir eine Feststellung der Sozialwissenschaften, die sowohl wahr als auch nicht-trivial ist‘. Das war der Test, den ich [Samuelson] nie bestand. Aber nun, einige dreißig Jahre später … fällt mir eine passende Antwort ein: Ricardos Theorie der komparativen Kostenvorteile. … Dass sie logisch wahr ist, braucht man einem Mathematiker nicht zu erzählen; dass sie nicht-trivial ist, bezeugen die tausende von wichtigen und bedeutenden Menschen, die niemals fähig waren, diese Doktrin selbst zu begreifen oder zu glauben, nachdem sie ihnen erklärt wurde.“